# Rubén Millán
Rubén Millán Rodríguez (Tomiño, 16 de febrero de 1992) es un deportista español que compite en piragüismo en la modalidad de aguas tranquilas.
Ganó una medalla de bronce en el Campeonato Mundial de Piragüismo de 2018 y dos medallas el Campeonato Europeo de Piragüismo, plata en 2016 y bronce en 2018.

## Palmarés internacional
| Campeonato Mundial | Campeonato Mundial          | Campeonato Mundial | Campeonato Mundial |
| Año                | Lugar                       | Medalla            | Competición        |
| ------------------ | --------------------------- | ------------------ | ------------------ |
| 2018               | Montemor-o-Velho (Portugal) | Medalla de bronce  | K4 1000 m          |
| Campeonato Europeo |                             |                    |                    |
| Año                | Lugar                       | Medalla            | Competición        |
| 2016               | Moscú (Rusia)               | Medalla de plata   | K2 500 m           |
| 2018               | Belgrado (Serbia)           | Medalla de bronce  | K4 1000 m          |